# Ayna (distrito)
Ayna é um distrito do Peru, departamento de Ayacucho, localizada na província de La Mar.

## Transporte
O distrito de Ayna é servido pela seguinte rodovia:
- AY-101, que liga a cidade ao distrito de Anco
- PE-28B, que liga o distrito de Lucre (Cusco) à cidade
- PE-28H, que liga a cidade de Pangoa  (Região de Junín)
- PE-28C, que liga a cidade ao distrito de Llaylla (Região de Junín)
- PE-28B, que liga o distrito de Pacaycasa  à cidade[1][2][3]